# Merzario A2
La Merzario A2 è una monoposto di Formula 1, costruita dalla scuderia italiana Merzario per partecipare al campionato mondiale di Formula Uno del 1979.